# ドナルド・フェイゲン
ドナルド・フェイゲン（Donald Fagen、本名：ドナルド・ジェイ・フェイゲン（Donald Jay Fagen）、1948年1月10日 - ）は、アメリカ合衆国のシンガーソングライター、キーボーディスト。バンド「スティーリー・ダン」の創設者として知られる。

## 来歴
ドナルド・フェイゲンとウォルター・ベッカーは、1971年にグループを結成した。彼らはこのバンドの中心メンバーであり、共同で作曲をおこなった。ツアーやレコーディングではフェイゲンはキーボード演奏を担当し、またレコーディング曲ほぼ全てのリードボーカルも担当している。印象的なコード転調などが彼らの楽曲の主な特徴である。
72年にはラテンの影響を受けた「ドゥ・イット・アゲイン」が初のヒットとなり、さらに1974年に「リキの電話番号（Rikki Don't Lose That Number)」はアメリカだけでなく日本でもヒットした。74年のサード・アルバムを発表した後ほかのメンバーはバンドを離脱し、スティーリー・ダンはフェイゲンとベッカーが率いるスタジオプロジェクトに変化した。それ以降、アメリカのジャズ、R&B、クロスオーバー、ロックのスタジオミュージシャンの精鋭を集めてレコーディングするのが主要な活動となる。1977年にはアルバム『彩（エイジャ） Aja』がプラチナディスクに認定される大成功を収めた。同アルバムからは「ペグ」「ディーコン・ブルース」などがヒットした。
1981年にスティーリー・ダンが解散した後、フェイゲンは初のソロ・アルバム『ナイトフライ The Nightfly 』（1982年）を発表、スティーリー・ダン時代の作品に匹敵する評価を得た。同アルバムからはレゲエ調の「I.G.Y.」がヒットした。
彼は音楽雑誌に寄稿したことがあり、ヘンリー・マンシーニやエンニオ・モリコーネの機知に富んだ作品などについて論評している。
1980年代、フェイゲンは映画や多くの他のアーティストのための作曲や、ニューヨーク・ロック・アンド・ソウル・レビューに参加してのツアー活動などを行った（彼はニューヨーク・ロック・アンド・ソウル・レビューのプロデューサーであったリビー・タイタスと1993年に結婚している）。フェイゲンのソロ・アルバム第2作『カマキリアド Kamakiriad』（1993年）はベッカーによってプロデュースされた。これがきっかけで彼らの作曲チームとしての再結成と、スティーリー・ダンとしての新たなツアー活動の創造が実現した。翌年にはフェイゲンはベッカーのソロ・デビュー作品『11の心象 11 Tracks of Whack』を共同でプロデュースしている。
この2人組によってスティーリー・ダンは新たな体系でより確固としたものとなり、スティーリー・ダンとしての新しい2つのアルバム『トゥー・アゲインスト・ネイチャー Two Against Nature』（2000年）と『エヴリシング・マスト・ゴー Everything Must Go』（2003年）やライブCD「アライヴ・イン・アメリカ Alive in America」、ライブコンサートDVDなどをリリースした。フェイゲンは2006年に3作目のソロ・アルバム『モーフ・ザ・キャット Morph the Cat』を、2012年10月には4作目のソロ・アルバム『サンケン・コンドズ Sunken Condos』をリリースしている。
2017年9月、同僚のウォルター・ベッカーが死去。フェイゲンはスティーリー・ダンを継続し、以降も精力的に活動している。

## ディスコグラフィ
- 『ナイトフライ』 - The Nightfly (Warner Bros.) 1982年
- 『カマキリアド』 - Kamakiriad (Reprise) 1993年
- 『モーフ・ザ・キャット』 - Morph the Cat (Reprise) 2006年
- 『サンケン・コンドズ』 - Sunken Condos (Reprise) 2012年
- 『ナイトフライ:ライヴ』 - Donald Fagen's The Nightfly Live (UMe／ユニバーサルミュージック) 2021年

## 派生作品
- ナイトフライ - ハイレゾ配信　2019年
- カマキリアド - ハイレゾ配信　2012年
- モーフ・ザ・キャット - ハイレゾ配信　2013年
- サンケン・コンドズ - ハイレゾ配信　2013年

いずれもe-onkyoより
なおナイトフライは2011年にSuper Audio CDのハイブリッド版（WPCR-14170）として発売されている。

## 著書
- 2014年6月20日 「ヒップの極意 EMINENT HIPSTERS」 翻訳：奥田祐士 出版社 DU BOOKS ISBN 978-4925064750